# Kurt Doerry
Kurt Wilhelm Doerry (Wilhelmshaven, 24 settembre 1874 – Berlino, 4 gennaio 1947) è stato un velocista e ostacolista tedesco.

## Biografia
Partecipò alle gare di atletica leggera delle prime Olimpiadi moderne che si svolsero ad Atene. Prese parte ai 100 metri piani, classificandosi quinto al primo turno, ai 400 metri piani, terzo in batteria, e nei 110 ostacoli.
Prese parte ai 100 metri piani dei Giochi della II Olimpiade, ritirandosi in semifinale.